# Université de Genève
Pour les articles homonymes, voir École de Genève (homonymie).
 (janvier 2025).
La mise en forme du texte ne suit pas les recommandations de Wikipédia : il faut le « wikifier ».
Les points d'amélioration suivants sont les cas les plus fréquents. Le détail des points à revoir est peut-être précisé sur la page de discussion.
- Les titres sont pré-formatés par le logiciel. Ils ne sont ni en capitales, ni en gras.
- Le texte ne doit pas être écrit en capitales (les noms de famille non plus), ni en gras, ni en italique, ni en « petit »…
- Le gras n'est utilisé que pour surligner le titre de l'article dans l'introduction, une seule fois.
- L'italique est rarement utilisé : mots en langue étrangère, titres d'œuvres, noms de bateaux, etc.
- Les citations ne sont pas en italique mais en corps de texte normal. Elles sont entourées par des guillemets français : « et ».
- Les listes à puces sont à éviter, des paragraphes rédigés étant largement préférés. Les tableaux sont à réserver à la présentation de données structurées (résultats, etc.).
- Les appels de note de bas de page (petits chiffres en exposant, introduits par l'outil «  Source ») sont à placer entre la fin de phrase et le point final[comme ça].
- Les liens internes (vers d'autres articles de Wikipédia) sont à choisir avec parcimonie. Créez des liens vers des articles approfondissant le sujet. Les termes génériques sans rapport avec le sujet sont à éviter, ainsi que les répétitions de liens vers un même terme.
- Les liens externes sont à placer uniquement dans une section « Liens externes », à la fin de l'article. Ces liens sont à choisir avec parcimonie suivant les règles définies. Si un lien sert de source à l'article, son insertion dans le texte est à faire par les notes de bas de page.
- La présentation des références doit suivre les conventions bibliographiques. Il est recommandé d'utiliser les modèles {{Ouvrage}}, {{Chapitre}}, {{Article}}, {{Lien web}} et/ou {{Bibliographie}}. Le mode d'édition visuel peut mettre en forme automatiquement les références.
- Insérer une infobox (cadre d'informations à droite) n'est pas obligatoire pour parachever la mise en page.

Pour une aide détaillée, merci de consulter Aide:Wikification.
Si vous pensez que ces points ont été résolus, vous pouvez retirer ce bandeau et améliorer la mise en forme d'un autre article.
L’Université de Genève (en abrégé UNIGE ou parfois UniGE, ou UGE) est l'Université publique, généraliste du Canton de Genève en Suisse. Fondée en 1559 par Jean Calvin, sous le nom d'«Académie de Genève», elle est à l'origine un séminaire théologique et humaniste protestant, avant de connaître un long processus de laïcisation.
Avec 17 886 étudiants (en 2024), dont 63% d'étudiantes, l'UNIGE est la troisième plus grande université de Suisse. Elle compte près de 40% d'étudiants internationaux et propose 29 bachelors, 74 masters et 91 doctorats. En 2023, elle s'est classée au 49e rang des universités du Classement académique des universités mondiales par l'Université Jiao Tong de Shanghai, au 95e rang par le classement mondial des universités QS et au 131e rang par le classement Times Higher Education World University Rankings. Elle compte neuf facultés et treize centres et instituts interfacultaires.
L'UNIGE est entre autres membre de la LERU, de l'Alliance 4EU+, du groupe de Coimbra, du G3 de la francophonie et de l'Agence universitaire de la Francophonie. Elle collabore également, tant au niveau de l’enseignement que de la recherche, avec de nombreuses institutions internationales telles que le CERN, le Centre Wyss, les nombreuses agences politiques et diplomatiques des Nations unies installées à Genève ou encore la NASA dont le principal centre de recherche situé hors des États-Unis est domicilié à Genève.
Elle a également accueilli, en qualité d'étudiants, de chercheurs ou d'enseignants, treize récipiendaires du prix Nobel et quatre récipiendaires de la médaille Fields.

## Historique
Fondée en 1559 par Jean Calvin, sous le nom d'«Académie de Genève», comme un séminaire théologique et humaniste, afin de former les pasteurs protestants, elle obtient un rayonnement important.

### Influence de la Réforme
L'histoire de la fondation de l'Académie de Genève est indissociable du mouvant de la Réforme protestante à Genève. L'Académie entamera par la suite un long processus de laïcisation.
Le 21 mai 1536, les Genevois réunis en un conseil adoptent la Réforme et Genève prend une indépendance souveraine de facto de tout pouvoir princier ou ecclésiastique. Ils adoptent également un « article des écoles » qui établit l'obligation d'envoyer ses enfants à l'école.
L'établissement des idées de la Réforme par Calvin, qui s'établit dans la cité en 1536, ne se fait pas sans heurts et Calvin est chassé de Genève en 1538. Cet épisode est relaté dans un ouvrage de Marie Dentière La guerre et délivrance de la ville de Genève. Calvin est rappelé en 1541 pour parachever son entreprise et formule alors son programme scolaire dans les Ordonnances ecclésiastiques du 20 novembre 1541. Afin d'asseoir la foi dans les mentalités, il faut avoir recours à des docteurs formés en théologie qui puissent acquérir des compétences en prédication et instruire la population. La nécessité d'une académie s'impose alors pour former ces futurs théologiens.
Calvin s'inspire de l'exemple de l'Académie de Lausanne, fondée en 1537 par les autorités bernoises. À la suite d'un conflit religieux, Théodore de Bèze quitte l'Académie de Lausanne et vient à Genève en 1558 pour aider Calvin dans son projet d'académie. C'est le début d'une rivalité séculaire entre les deux institutions, ce qui fait croire au doyen Haller, pasteur de la ville de Berne que Genève a monté une conspiration contre Lausanne.
La pratique de l'enseignement de l'exégèse est adoptée, inspirée probablement de l'expérience de Ulrich Zwingli à l'Académie de Zürich dès 1553. Elle consiste en des réunions des élèves et des pasteurs pour lire et commenter les textes religieux.

### Ouverture de l'académie de Genève en 1559
L'Académie est fondée en 1559, ce que retrace le document fondateur intitulé Leges Academiae Genevensis. Calvin et Théodore de Bèze se partagent la chaire de théologie.
On y enseigne alors la rhétorique, la dialectique, l'hébreu et le grec ancien.
Théodore de Bèze en devient également le premier recteur élu par la Compagnie des pasteurs. Cette fonction à l'époque ne lui confère pas un réel pouvoir, mais lui donne les tâches de consigner dans le Livre du recteur la liste des étudiants inscrits (les étudiantes ne sont pas acceptées). Théodore de Bèze est dès le départ attaché à une mission éducatrice et internationale de l'Académie qui va au-delà de l'endoctrinement religieux prôné par Calvin. Il souhaite voir les enseignements de théologie complétés par la médecine et le droit.
Dès 1581, un lent mouvement de laïcisation se développe et le Conseil d'État de Genève nomme trois « scholarques » à l'académie.

### XVIIIesiècle
Dans le contexte socio-politique en ébullition du Siècle des Lumières, l'Académie étend ses disciplines. Nommé professeur de philosophie, Jean-Robert Chouet (1642-1731) se présente comme laïc et contribue au développement d'une philosophie plus empirique que théologique, inspirée de John Locke et d'Isaac Newton. Charles Bonnet, ancien étudiant, témoigne de l'entrée de branches scientifiques: mathématiques (en 1724), première discipline de l'Académie enseignée en langue française,et physique expérimentale. Deux nouveaux professeurs sont nommés par le Conseil.

### Après la révolution
L'Académie prend le nom d'«université» en 1876, parallèlement à la création de la Faculté de médecine. Ces changements sont introduits par le conseiller d'État radical Antoine Carteret — le même qui, en 1872, rend l'école publique gratuite et obligatoire à Genève. Parallèlement, elle poursuit sa laïcisation, se démocratise et se modernise.

### XXesiècle
Cette section ne s'appuie pas, ou pas assez, sur des sources secondaires ou tertiaires indépendantes du sujet. Le texte peut contenir des analyses inexactes ou inédites de sources primaires.
Pour l'améliorer, ajoutez-en, ou placez des modèles {{Source secondaire souhaitée}} ou {{Source secondaire nécessaire}} sur les passages mal sourcés. (janvier 2025)
Le début du XXe siècle est marqué par l'enseignement de Ferdinand de Saussure qui révolutionne la linguistique et inspire le courant du structuralisme. En 1921, Jean Piaget démarre son enseignement sur la psychologie de l'enfant au sein de l'Institut Jean-Jacques-Rousseau.
La période d'après-guerre est marquée par l'émergence de nouvelles problématiques au sein des relations internationales, qui conduisent à la création, en 1963, de l'Institut universitaire d'études européennes, à l'instigation de Denis de Rougemont, qui en assumera la direction et y enseignera l'histoire des idées. 
Les années 1960 voient également le développement d'une nouvelle manière non dogmatique d'aborder les textes littéraires en les liant à l'expérience humaine subjective. Ce courant, appelé «École de Genève», s'incarne notamment à travers les professeurs Marcel Raymond, Jean Rousset et Jean Starobinski.
Dès les années 1940, le physicien Jean Weigle (en) développa le premier microscope électronique en Suisse, puis grâce à son nouvel intérêt pour la biologie, observa avec Eduard Kellenberger (de) les virus infectant les bactéries (batériophages). L'Institut de Physique de l'Université a ainsi contribué à faire émerger à Genève la biologie moléculaire avec la création en 1963 du premier Institut suisse de Biologie Moléculaire. Cette approche interdisciplinaire attira de nombreux talents, parmi lesquels Werner Arber qui avec Grete Kellenberger-Gujer identifia dans les années 60 les enzymes de restriction, découverte pour laquelle il reçut le Prix Nobel de Physiologie ou Médecine en 1978 avec Hamilton Smith and Daniel Nathans.

### XXIesiècle
Cette section ne s'appuie pas, ou pas assez, sur des sources secondaires ou tertiaires indépendantes du sujet. Le texte peut contenir des analyses inexactes ou inédites de sources primaires.
Pour l'améliorer, ajoutez-en, ou placez des modèles {{Source secondaire souhaitée}} ou {{Source secondaire nécessaire}} sur les passages mal sourcés. (janvier 2025)
À partir des années 2000, l’Université de Genève coopère activement avec l’Université de Lausanne et l’École polytechnique fédérale de Lausanne, notamment en mettant sur pied un programme de développement, d’innovation et de recherche, commun aux trois institutions: «Sciences, vie, société».

#### Crise de 2006

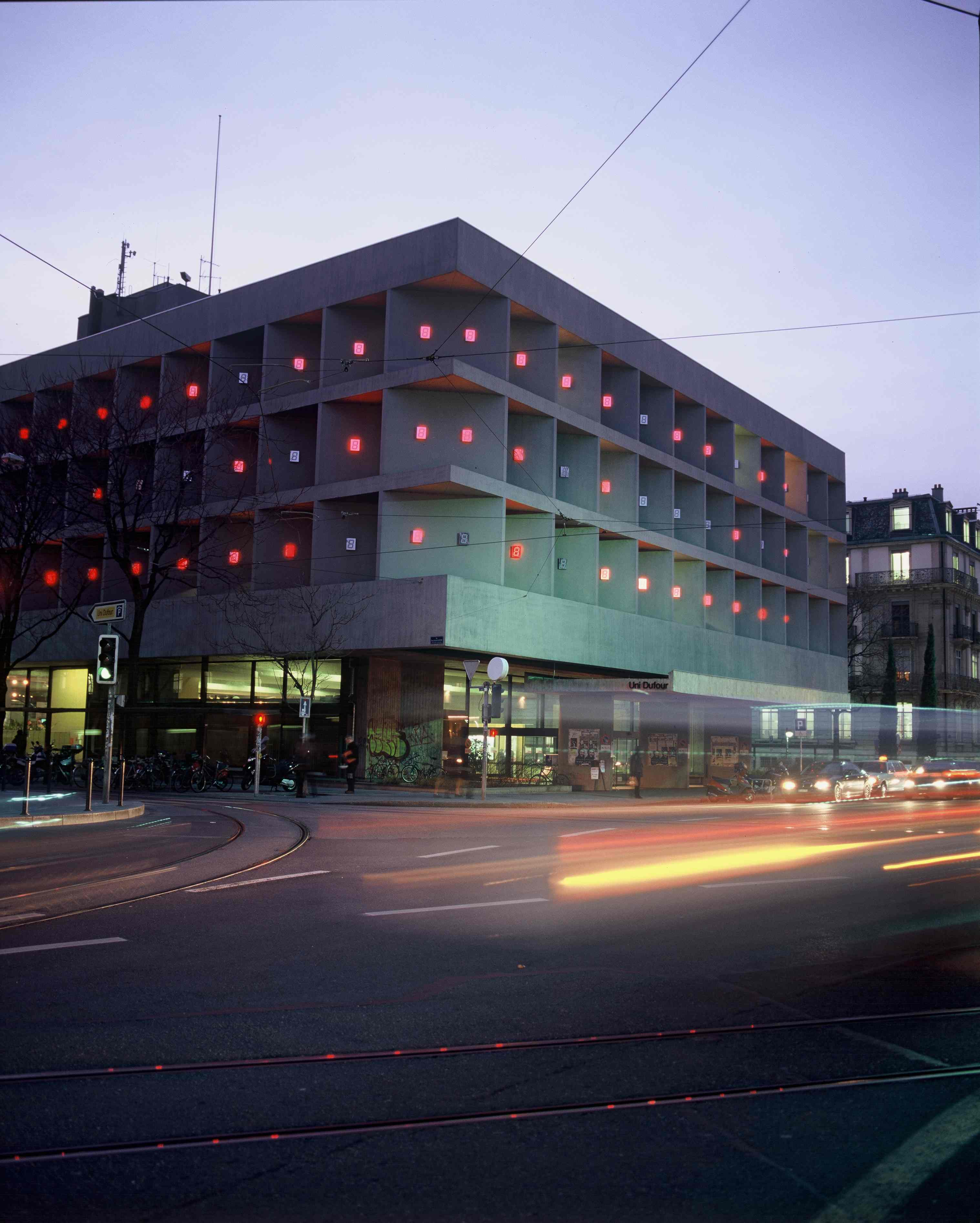
Le bâtiment d'Uni-Dufour qui abrite notamment le rectorat.

À la suite de travaux menés par une fiduciaire mandatée sur les comptes 2005, huit cas de notes de frais abusives de certains professeurs sont transmis au procureur général. Des pratiques concernant notamment les gains accessoires des professeurs et les fonds de prévoyance ont été mises en lumière.
Le 9 avril 2006, le journal Le Matin Dimanche publie un article intitulé « Scandale à l'Uni : des profs menaient la grande vie aux frais de l'État », le journal ayant accédé au rapport d'audit de l’Inspection cantonale des finances. L'affaire pousse le recteur André Hurst, en place depuis le 15 juillet 2003, à présenter sa démission. Le Conseil d'État genevois refuse sa démission mais accepte celle de la vice-rectrice Louisette Zaninetti. À la suite de l'implication de la vice-rectrice Nadia Magnenat-Thalmann dans ce scandale, le recteur Hurst, la vice-rectrice et le vice-recteur Peter Suter présentent leur démission le 11 juillet 2006 avec effet au 31 août. Cette démission collective est avalisée le 26 juillet par le Conseil d'État qui nomme alors une direction intérimaire dont le mandat court du 1er septembre 2006 au 14 juillet 2007. Le professeur Jacques Weber, ancien doyen de la faculté des sciences, devient recteur alors qu'Anik de Ribaupierre, ancienne doyenne de la faculté de psychologie et des sciences de l'éducation, et Jean Kellerhals, professeur à la faculté des sciences économiques et sociales, sont désignés vice-recteurs. Le troisième vice-recteur Charles Bader, professeur à la faculté de médecine, est nommé le 30 août 2007. Le 20 décembre 2007, le professeur Jean-Dominique Vassalli est finalement désigné à la fonction de recteur pour un mandat de quatre ans (2007-2011).
En 2007, Nadia Magnenat-Thalmann est totalement blanchie, l'audit n'ayant révélé quasiment aucune fraude. L'affaire a cependant été jugée suffisamment importante par le gouvernement pour justifier une réécriture totale de la loi sur l'Université[citation nécessaire].

## Loi sur l’Université (2009)
À la suite de la crise de 2006, une commission externe est chargée de rédiger un avant-projet de loi pour réformer l’université. Cette commission est présidée par l’ancienne conseillère fédérale Ruth Dreifuss, et inclut notamment le recteur de l’Université de Lausanne, Jean-Marc Rapp.
En septembre 2006, la CUAE, qui représente les étudiants, manifeste publiquement son opposition à cette démarche, la jugeant illégitime. Elle demande un temps de réflexion ainsi qu’une consultation élargie sur l’avenir de l’université.
Une groupe de travail nommé GTU (Groupe de travail sur la loi de l’université) se constitue alors par auto-désignation et adresse au Grand Conseil une liste de recommandations, dans le but de renforcer la participation démocratique.
L’avant-projet de loi est publié en avril 2007. Il propose une plus grande autonomie de gestion pour l’université, ainsi qu’une gouvernance simplifiée.
Le 13 juin 2008, le Grand Conseil adopte le projet de loi à une large majorité. Toutefois, une coalition d'étudiants, de syndicats et de partis politiques de gauche lance un référendum. Celui-ci aboutit : le projet est soumis au vote populaire le 30 novembre 2008 et approuvé par 72,6 % des votants.
La nouvelle loi entre en vigueur le 1ᵉʳ mars 2009.

### Élection au rectorat de 2023
Le 11 janvier 2023, l'Assemblée de l'Université de Genève désigne le Québécois Eric Bauce pour succéder à Yves Flückiger en qualité de recteur de l'Université. Considérant que ce candidat n'a pas suffisamment d'ancrage dans le milieu universitaire suisse, le Conseil d'Etat genevois refuse de confirmer cette élection. Par la suite, l'Université relance une procédure de nomination pour le poste de recteur et 25 dossiers sont déposés, dont 22 recevables. À l'issue d'une première audition, deux candidatures sont retenues, celle d'Audrey Leuba et celle de Giovanna Di Marzo Serugendo. Le 22 novembre 2023, Audrey Leuba l'emporte et est élue rectrice par l'Assemblée de l'Université,. Le 28 novembre, le Conseil d'Etat valide cette fois la décision de nomination. L'entrée en fonction d'Audrey Leuba a lieu le 1er avril 2024.

## Structure

### Rectorat
Le Rectorat est l’organe exécutif et dirigeant de l’Université. Il est responsable de la politique générale de l’université, de la stratégie et de la planification pluriannuelle ainsi que des relations extérieures avec les autorités et les autres institutions d’enseignement et de recherche.
Le Rectorat rend des comptes à trois instances indépendantes: le Comité d'Audit (CA), le Conseil d'Orientation Stratégique (COSt), et le Comité d'Ethique et de Déontologie (CED). Ces trois instances établissent un rapport annuel à l'intention du Conseil d'Etat.
En décembre 2014, le conseil d'État a nommé le professeur Yves Flückiger au poste de recteur de l'université. Économiste, le professeur Flückiger a succédé à Jean-Dominique Vassalli, recteur de 2007 à 2015. La professeure Audrey Leuba lui a succédé le 1er avril 2024.
Le mode de collaboration entre l'État et l'université est formalisé par une convention d'objectifs quadriennale.

### Facultés
L'Université de Genève est composée de neuf facultés :
- La Faculté des sciences[38] constituée de sept sections: Biologie, Chimie et Biochimie, Informatique, Mathématiques, Physique, Sciences Pharmaceutiques, Sciences de la Terre et de l'Environnement, et du Département d'Astronomie;
- La Faculté de médecine[39] ;
- La Faculté des lettres[40] ;
- La Faculté des sciences de la société[41] ;
- La Faculté d'économie et de management[42] ;
- La Faculté de droit[43] ;
- La Faculté de théologie[44] ;
- La Faculté de psychologie et des sciences de l'éducation[45] (FPSE) (anciennement l'Institut Jean-Jacques Rousseau), dont l'unité Technologies de formation et apprentissage (TECFA) fait partie ;
- Faculté de traduction et d'interprétation[46].

Il convient d'y ajouter une école facultaire, l'École de langue et de civilisation françaises intégrée à la Faculté des lettres.

### Centres et instituts
L'Université compte également treize centres et instituts interfacultaires :
- Centre universitaire d'informatique (CUI)[49]
- Centre universitaire de bioinformatique[50]
- Centre interfacultaire de gérontologie et d'études des vulnérabilités (Le CIGEV)[51]
- Centre interfacultaire de neurosciences (CIN)[52]
- Centre interfacultaire en droits de l’enfant (CIDE)[53]
- Centre interfacultaire en sciences affectives (CISA)[54]
- Global Studies Institute (GSI)[55]
- Institut universitaire en finance (GFRI)[56]
- Institut universitaire de formation des enseignants (IUFE)[57]
- Institut de génétique et de génomique (iGE3)[58]
- Institut d’histoire de la Réformation (IHR)[59]
- Institut des sciences de l’environnement (ISE)[60]
- Maison de l'Histoire[61]

Il existe également plusieurs instituts étroitement liés à l'université :
- Le Centre d'études humanitaires de Genève en association avec IHEID
- Le Bodmer Lab[62]
- Le Centre en philanthropie[63]
- Le Centre Maurice Chalumeau en sciences des sexualités[64]
- L'Institut de hautes études internationales et du développement (IHEID)
- Le Centre universitaire du droit de l'art ou Art-Law Center [65]
- L'Institut œcuménique de Bossey
- La Fondation Swiss School of Public Healthplus (SSPH+)[66]
- L'institut Confucius[67]

## Recherche

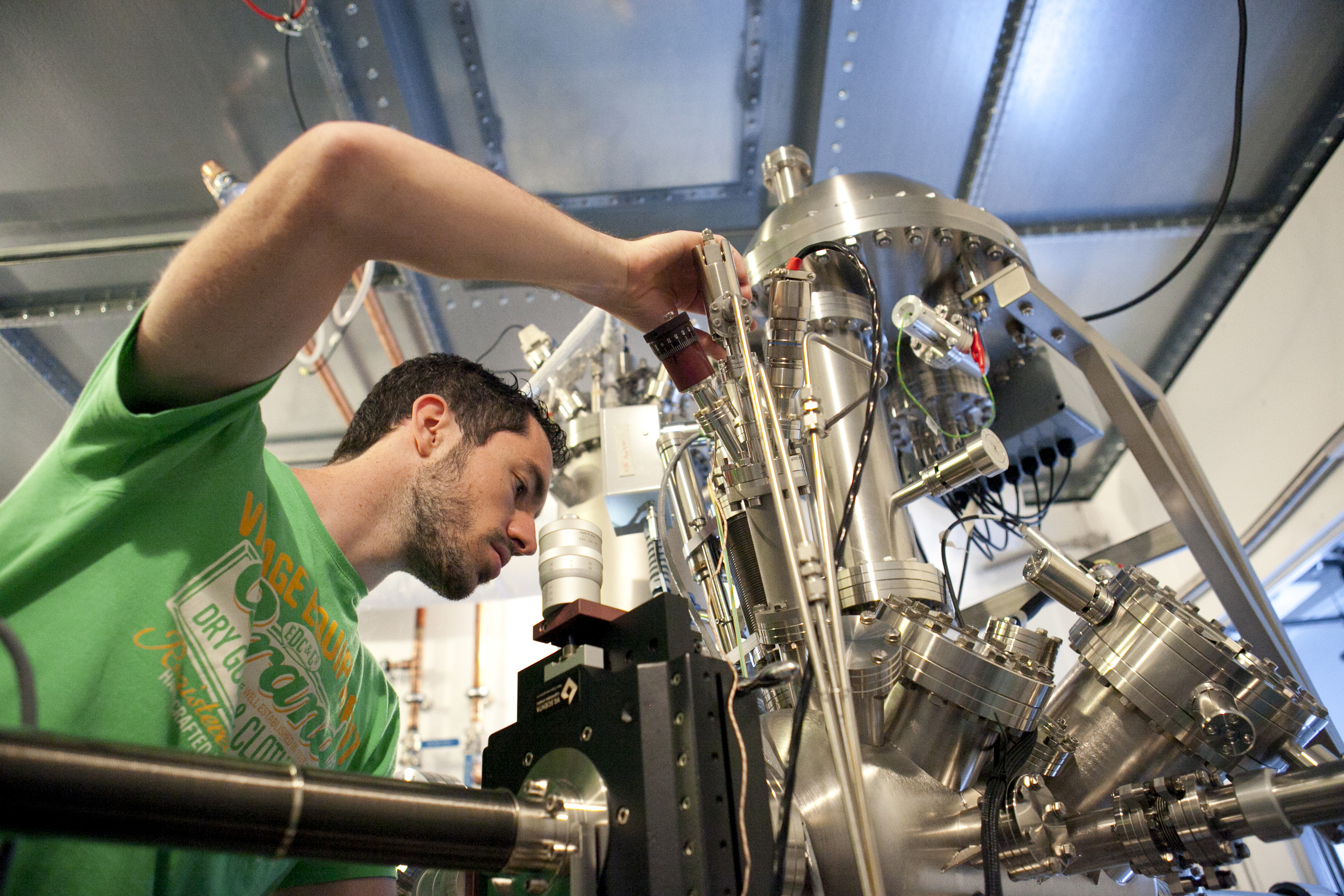
Appareillage de microscopie à sonde locale pour l'étude des matériaux.

Depuis 2001, l'Université de Genève est la maison-mère de neuf pôles de recherche nationaux (PRN en français, NCCR en anglais), en génétique (Frontiers in Genetics 2000-2012), en physique avec l'étude des sciences des matériaux (MaNEP 2000-2012), en psychologie avec l'étude des émotions (Affective Science 2005-2017, au  Centre Interfacultaire pour les Sciences Affectives ou CISA ), en biologie chimique (ChemBio 2010-2022, en co-direction avec l'École polytechnique de Lausanne), en neurobiologie et psychiatrie avec l'étude des maladies mentales (Synapsy2010-2022, en codirection avec l'École polytechnique de Lausanne et l'Université de Lausanne), en sociologie avec l'étude des parcours de vie (LIVES, 2010-2022 en codirection avec l'Université de Lausanne), en astronomie avec l'étude des planètes (PlanetS2015-2027, en codirection avec l'Université de Bern), en mathématiques et physique théorique (SwissMAP 2015-2027, en codirection avec l’École polytechnique de Zurich), sur l'évolution du langage (Evolving Language, 2020-2032, en codirection avec l'Université de Zürich et l'Université de Neuchâtel). À la suite de leurs 12 années d'existence, les activités de recherche, de formation par la recherche et d'innovation se poursuivent soutenues par l'Université, au sein des Facultés porteuses du PRN ou dans certains cas de Centres Interfacultaires créés pour porter ces thématiques tels que l'Institut de Génétique et Génomique à Genève (IGe3), le CISA, le Centre Interfacultaire de Gérontologie et d'Etude des Vulnérabilités (CIGEV). 
Les 13 Centres Interfacultaires actuellement existants (voir section "Structure") ont été créés avec l'intention de promouvoir les approches inter- et trans-disciplinaires, permettant à des chercheurs et chercheuses de différentes facultés de développer des projets de recherche et d'enseignement à la croisée de leurs expertises respectives. L'UNIGE se profile notamment dans le domaine des études internationales, avec la création, en 2013 du Global Studies Institute, celui de la finance, avec le Geneva Finance Research Institute, et des études environnementales, avec la création, en 2009, de l'Institut des sciences de l'environnement (ISE).
Par son appartenance à la LERU (Ligue Européenne des Universités de Recherche), l'UNIGE se profile également comme l'une des vingt-quatre universités les plus dynamiques en recherche en Europe.
Les fonds collectés par les chercheurs et chercheuses de l'UNIGE ont atteint 197 millions de francs suisses (mCHF) en 2023 et plus de 201 mCHF en 2024. Ces fonds, pour la plupart compétitifs, proviennent du Fonds national suisse de la recherche scientifique pour 134 mCHF en 2023 et 87.1 mCHF en 2024, de la Communauté Européenne ou du SEFRI lorsque le programme Horizon Europe n'est pas accessible aux chercheurs et chercheuses établi-es en Suisse, et enfin d'autres sources incluant des fonds compétitifs privés.

### Plateformes et infrastructures de recherche
- La communauté universitaire genevoise bénéficie d'un accès à de riches bibliothèques sur quatre sites[89]: ARVE (Sciences), BASTIONS (Lettres et Théologie), CMU (Médecine et Sciences Pharmaceutiques), MAIL (Sciences Humaines et Sociales)
- En psychologie, le Centre Jean Piaget met à disposition l'ensemble des archives de Jean Piaget.
- Les publications des membres de la communauté universitaire sont accessibles sur les Archives Ouvertes de l'UNIGE[90]
- HEDERA[91]  est une plateforme de gestion des données du domaine des humanités numériques.
- YARETA[92]  est une plateforme d'archivage et préservation des données de recherche.
- Le Centre d'imagerie biomédicale (CIBM)[93] met à disposition des scientifiques un parc d'équipements en imagerie.
- Le Dubochet Center for Imaging (DCI)[94]localisé à Genève et Lausanne met à disposition des scientifiques les équipements nécessaires à la cryo-microscopie.
- Les installations de calcul à haute performance - High Performance Computing (HPC) - sont Baobab, Yggdrasil, Bamboo[95]
- Le Laboratoire de Technologie Avancée (LTA) met à disposition des acteurs économiques locaux des équipements scientifiques[96]

## Enseignement
Depuis 2005, l'UNIGE est intégrée à l'espace européen de l'enseignement supérieur à la suite du passage de toutes les facultés au processus de Bologne. Elle propose chaque année plus de 500 programmes de formation, dont 102 formations de base (Bachelor et Master), 91 filières de doctorat et plus de 392 programmes de formation continue dans des domaines variés. En 2022, l'université a délivré 5 121 diplômes. 
Conjointement avec les autres universités romandes, Genève propose plusieurs diplômes post-grades en sciences économiques et sociales, en pharmacie, en biomédecine, en psychologie, lettres, études genre, écologie humaine et science de l'environnement, sociologie et biologie.

## Campus

### Médias estudiantins

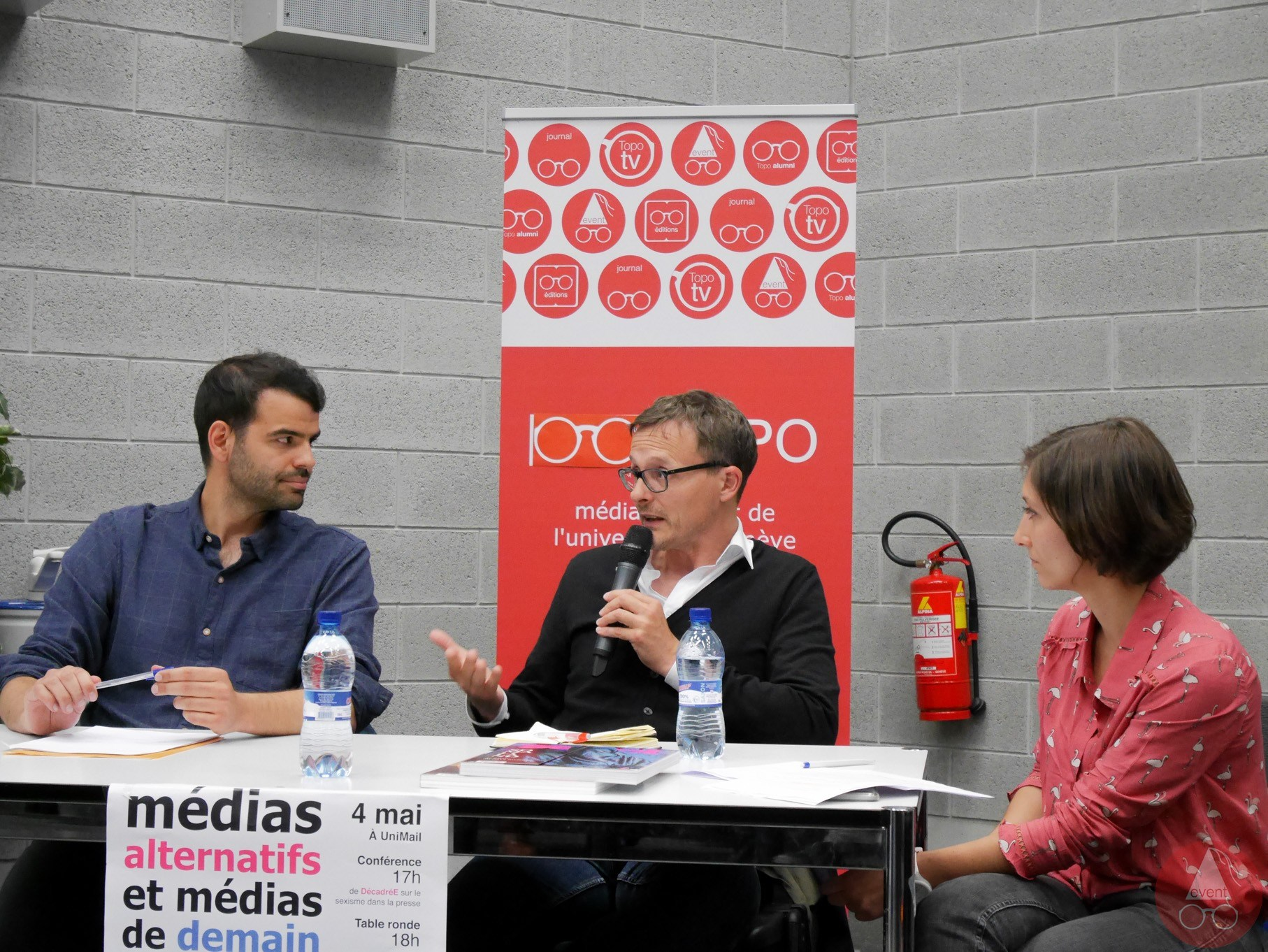
De gauche à droite: Victor Santos Rodriguez, Patrick Vallélian fondateur de Sept.info et Sophie Badoux à la journée du journalisme de 2017

L'université de Genève est connue pour ses médias estudiantins qui contribuent à la vie du campus. Topo est le plus ancien média de l'université à destination de l'ensemble de la communauté universitaire qui soit encore actif actuellement. Le journal créé en 2012 se présente comme "un média multi-support" disposant d'une présence en ligne, d'un réseau d'Alumnis, d'évènements annuels et d'une webtv. En 2014, Topo participe à la création du Collectif des médias estudiantins romands (COMER). Topo organise également depuis 2017, la journée du Journalisme à l’université en collaboration avec d'autres  associations  étudiantes telle que Fréquence Banane. L'évènement réunit des journalistes professionnels et amateurs tels que Darius Rochebin, Sophie Badoux (NOUVO) ou Sébastien Bossi Croci afin de débattre de différents sujets liés aux dynamiques contemporaines des médias,. Topo est également le premier média estudiantin genevois à se doter d'une webtv en 2016. La webtv contribue à la vie du campus en promouvant les évènements qui s'y déroulent tels que le festival Histoire et Cité organisé par la Maison de l’histoire. Topo TV propose également des interviews de personnalités suisses comme Ignazio Cassis, Roberto Balzaretti ou internationales comme Gabriel Nadeau-Dubois.

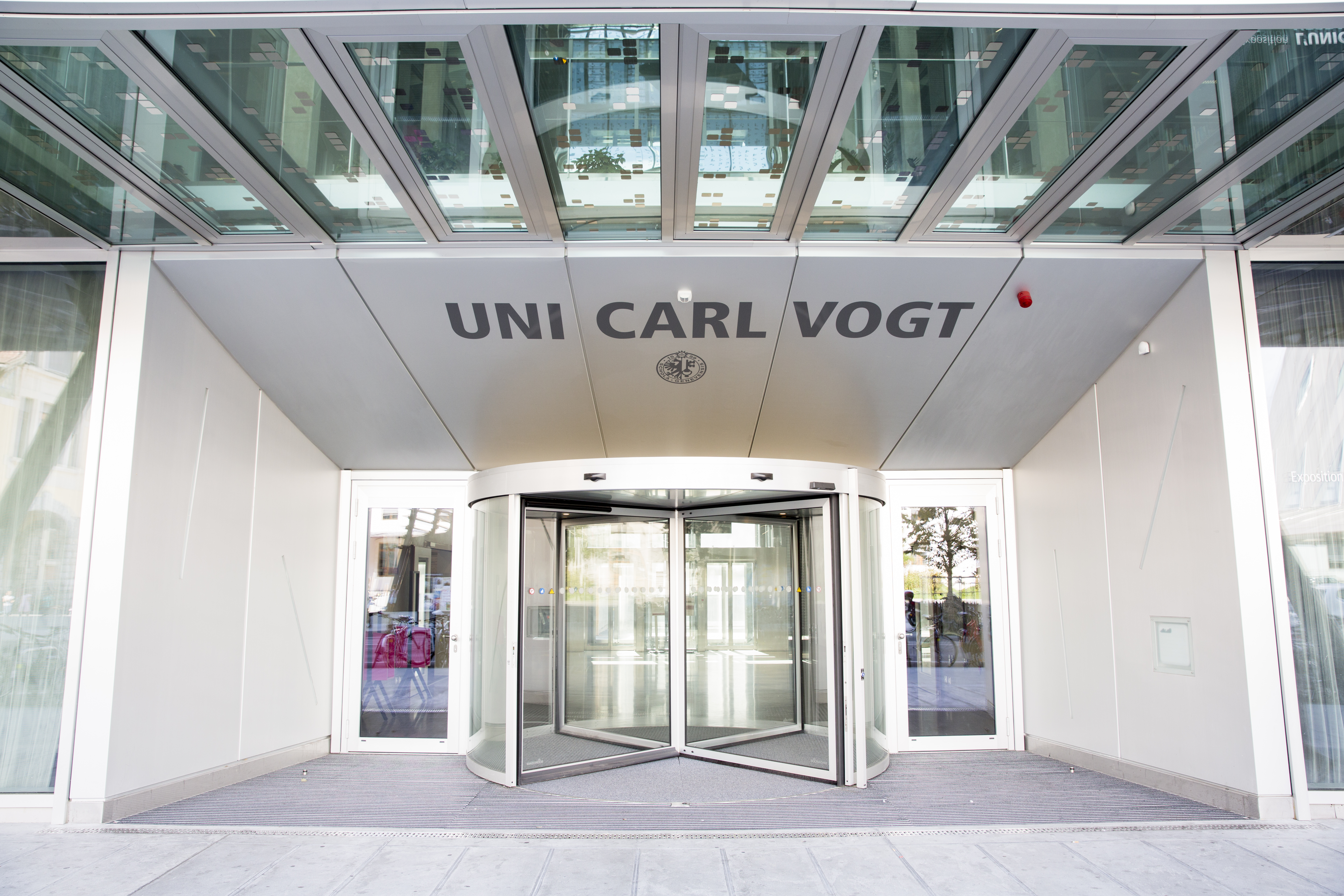
Uni ISE, sciences de l'environnement, géographie, etc
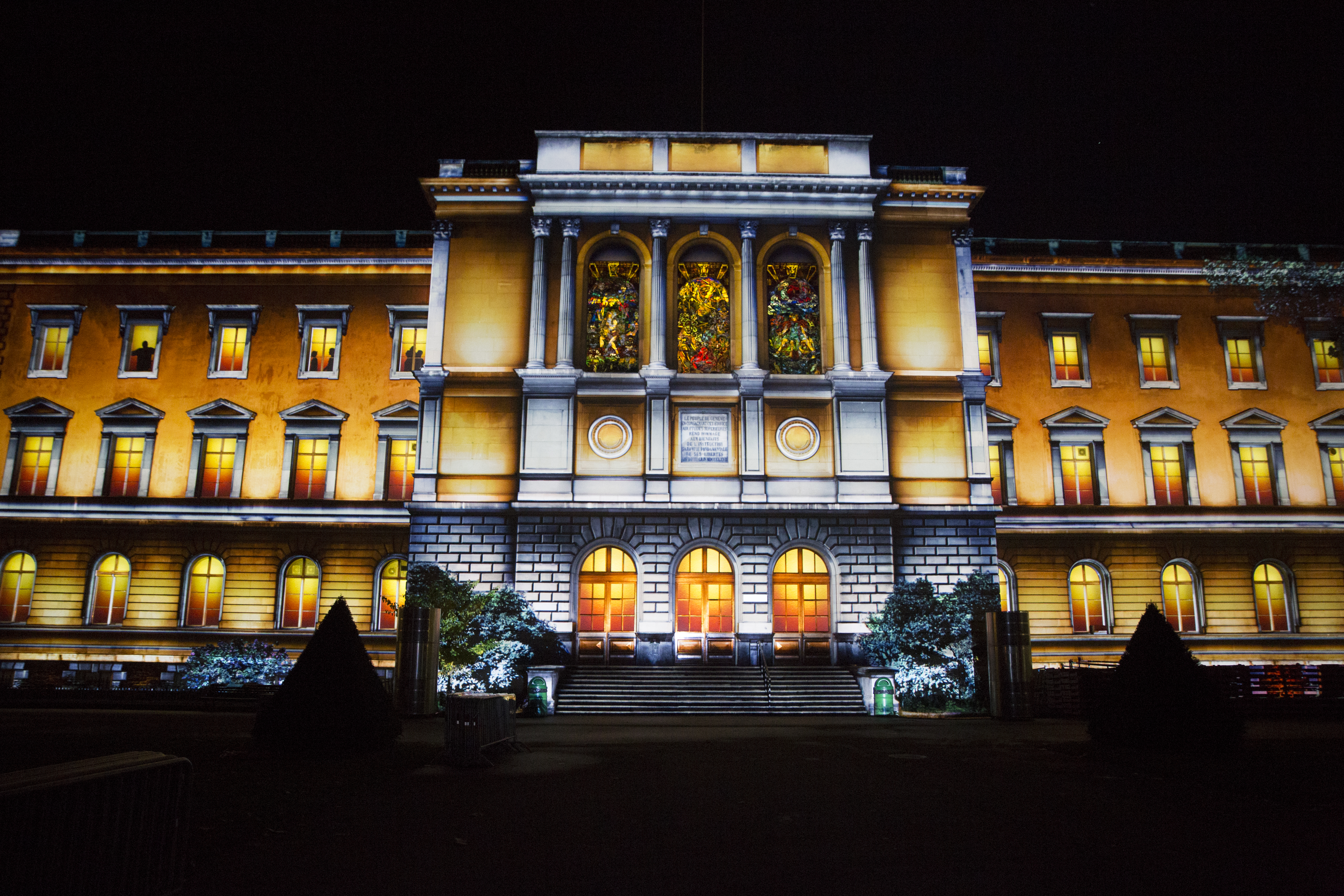
Uni Bastions, son et lumière, colloque Wright pour la science 2016
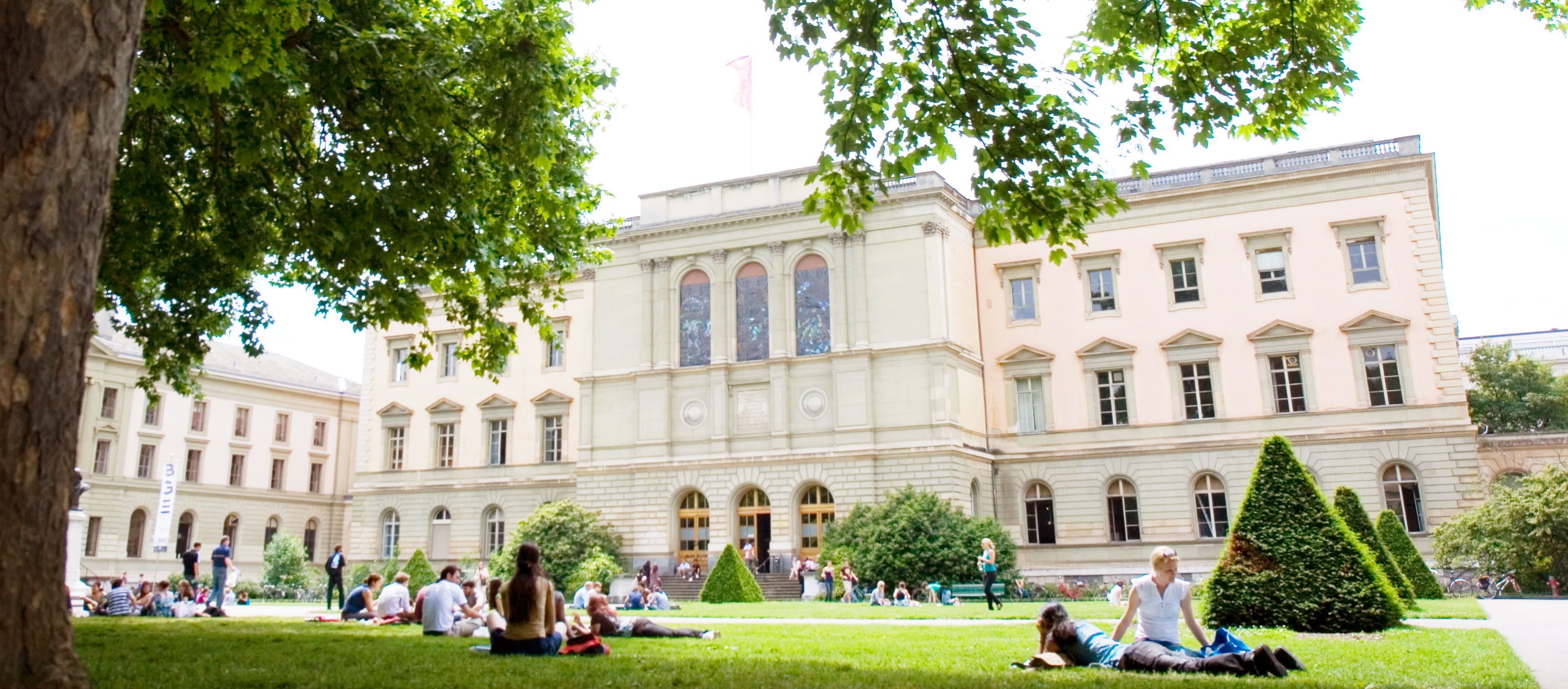
Uni Bastions, lettres et de théologie
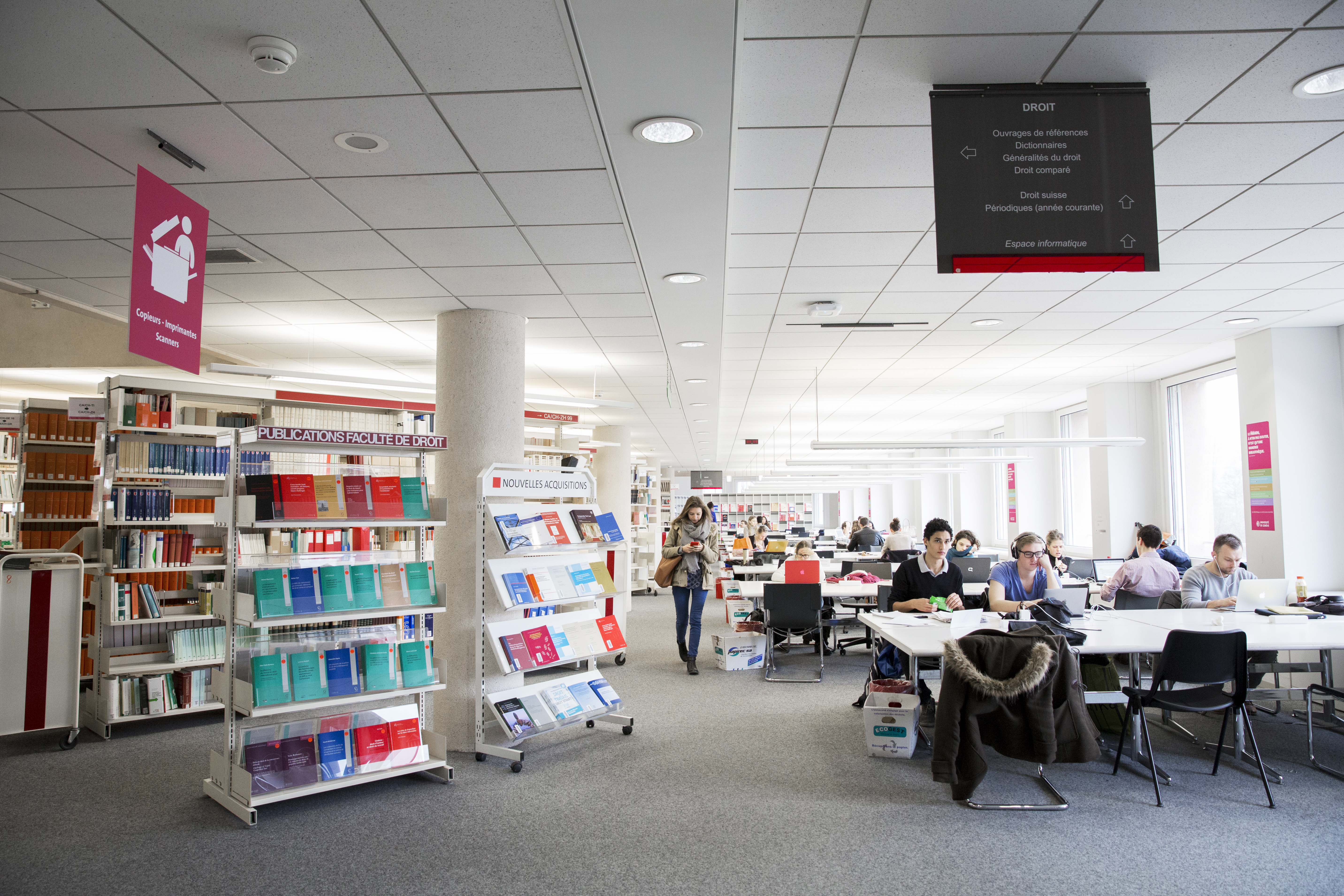
Uni Mail, bibliothèque
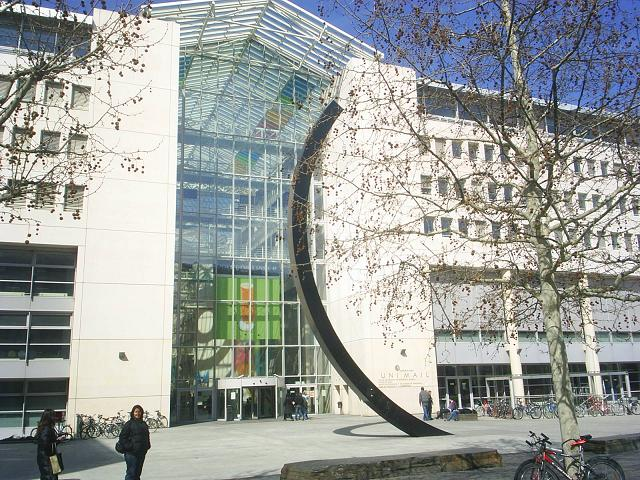
Uni Mail
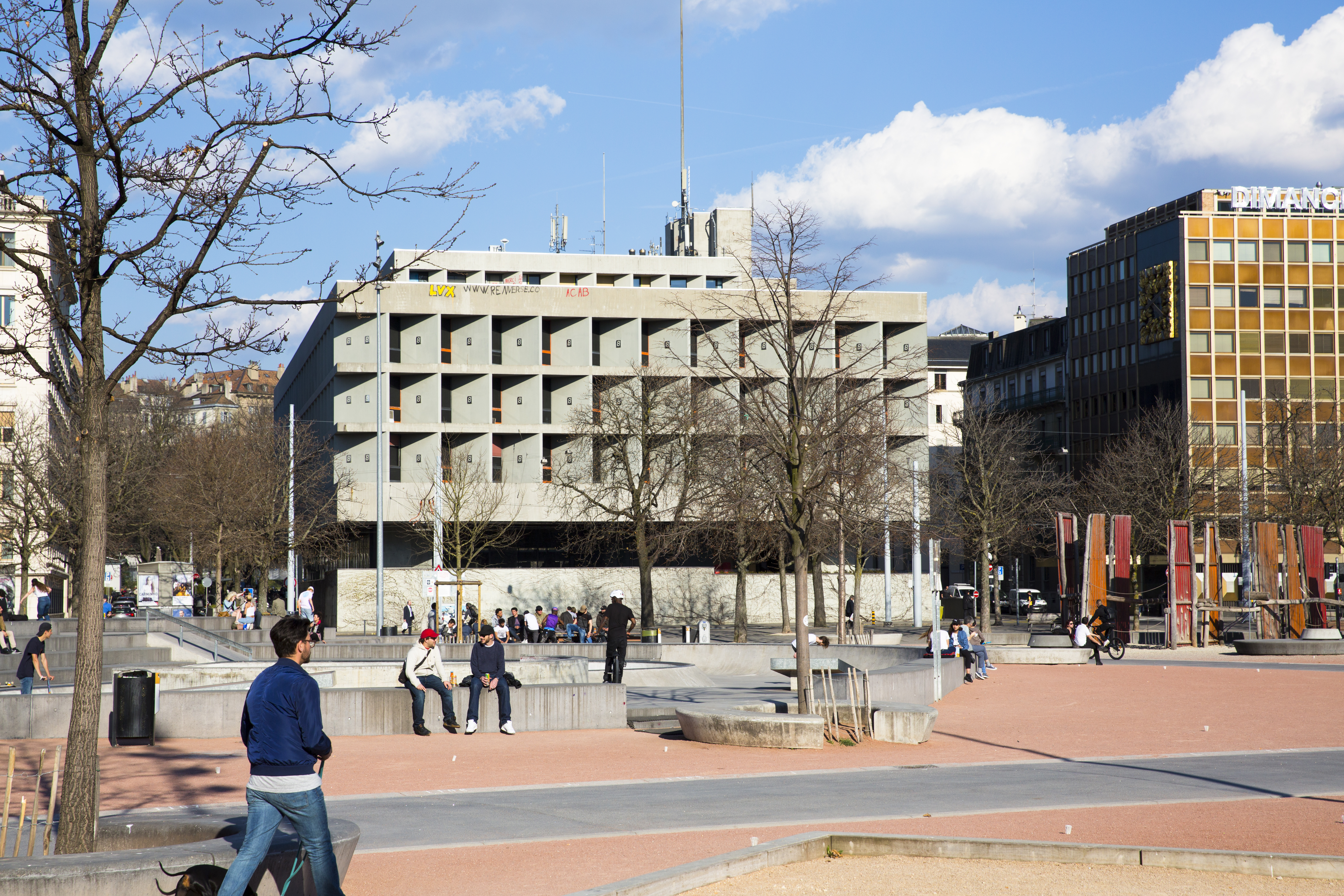
UNi Dufour, depuis la plaine de Plainpalais

## Collaborations
L'UNIGE développe des liens avec les organisations internationales et non gouvernementales établies à Genève. Ses programmes d'études[Lesquels ?] se développent dans ce domaine avec des organisations comme le BIT, l'OMS, l'ONU mais également les instituts rattachés à l'université : l'Institut de hautes études internationales et du développement et l'Institut œcuménique de Bossey.
Basé à Genève, le réseau suisse pour les études internationales vise ainsi à faire collaborer chercheurs et organismes internationaux sur des thèmes comme le droit humanitaire ou le développement durable. Depuis 2006, l'UNIGE propose un baccalauréat en relations internationales, une formation complète et pluridisciplinaire. En 2013, a été créé le Global Studies Institute, qui propose, outre le Bachelor en relations internationales, des Masters en études européennes, sur l'Europe centrale et orientale, Asie centrale et Caucase, sur le Moyen-Orient, en études africaines ainsi que le "Master of Science in Global Health" et le "Master in Global Studies".

### Apprentissage en réseau
Sur le plan national, l'UNIGE participe au Triangle Azur, réseau comprenant les universités de Lausanne (UNIL) et de Neuchâtel (UNINE), qui visent à la mise sur pied de formations communes. Elle fait également partie du réseau Swissuniversities qui regroupe toutes les hautes écoles suisses.
L'UNIGE est entre autres membre de l'Alliance 4UE+, de la LERU, du groupe de Coimbra, du G3 de la francophonie et de l'Agence universitaire de la Francophonie. Les scientifiques de l'université collaborent avec ceux du CERN, de l'Observatoire européen austral, de l'Agence spatiale européenne et de la NASA. Enfin, sur le plan international, l'UniGe ne compte pas moins de 80 accords de collaboration avec des universités des cinq continents.
Afin de renforcer ses liens avec la Genève internationale, l'Université de Genève a également créé le Réseau universitaire international de Genève en 1999, en collaboration avec Institut de hautes études internationales et du développement, l'Office des Nations unies à Genève et le CICR. Cet organisme a été rebaptisé « réseau suisse pour les études internationales » en 2008, ouvrant sa participation aux chercheurs de toute la Suisse.

### Programme d'intégration
Le programme Horizon académique vise l’intégration de personnes du domaine de l'asile, c'est-à-dire avec un permis N, F, B ou C réfugié. Il est aussi accessible aux Suisses de l'étranger à leur retour. En pratique, il permet la reprise d'études dans une haute école : Université de Genève, HES-SO, Institut des hautes études internationales et du développement ou une orientation professionnelle adaptée. Il comprend un cursus Langue et intégration. Il est organisé en partenariat avec le Bureau de l'intégration des étrangers du canton de Genève et soutenu par plusieurs fondations privées. Il fait partie des mesures de l'Agenda Intégration Suisse.

## Personnalités liées à l’université
À titre d'exemples, mentionnons ici le théologien Jean-Alphonse Turrettini, le mathématicien Jean-Louis Calandrini, les naturalistes Abraham Trembley, Charles Bonnet, le physicien et géologue Horace-Bénédict de Saussure, le botaniste Augustin-Pyramus de Candolle, l'écrivain et dessinateur Rodolphe Töpffer, le médecin et naturaliste Carl Vogt, l'écrivain et philosophe Henri-Frédéric Amiel, la neuro-physiologiste Micheline Stefanowska, le linguiste Ferdinand de Saussure, l'anthropologue Eugène Pittard, les psychologues Edouard Claparède, Jean Piaget, le biologiste Emile Guyénot, la zoologue et endocrinologue Kitty Ponse, les biophysiciens Eduard Kellenberger et Jean Weigle, l'ethnologue Marguerite Lobsiger-Dellenbach, l'écrivain et philosophe Denis de Rougemont, le pharmacologue Daniel Bovet, la philosophe Jeanne Hersch, les biochimistes Alfred Tissières et Edmond Fischer, la généticienne Mathilde Krim, le théoricien de la littérature Jean Starobinski, le microbiologiste Werner Arber, l'historien Jean-François Bergier, l'archéologue et égyptologue Charles Bonnet, le sociologue Jean Ziegler, le biochimiste Ueli Laemmli, le biophysicien Jacques Dubochet, le géographe Antoine Bailly, les astrophysiciens Michel Mayor et Didier Queloz, la politicienne Micheline Calmy-Rey, le chronobiologiste Ueli Schibler, le physicien Nicolas Gisin, le mathématicien Vaughan Jones, le généticien du développement Denis Duboule, la biologiste moléculaire Elisa Izaurralde, la microbiologiste Dominique Soldati-Favre, les neuroscientifiques Daphné Bavelier, Christian Lüscher, la volcanologue Costanza Bonadonna, les mathématiciens Stanislav Smirnov, Martin Hairer et Hugo Duminil-Copin, la médecin légiste Silke Grabherr.

### Prix
L'Université de Genève a accueilli, en qualité d'étudiants, de chercheurs ou d'enseignants, plusieurs récipiendaires du prix Nobel, de la médaille Fields ou d'autres prix importants.
| Année | Lauréat                     | Prix                                  |
| ----- | --------------------------- | ------------------------------------- |
| 1933  | Norman Angell (1872-1967)   | prix Nobel de la paix                 |
| 1957  | Daniel Bovet (1907-1992)    | prix Nobel de physiologie ou médecine |
| 1974  | Gunnar Myrdal (1898-1987)   | prix Nobel d'économie                 |
| 1978  | Werner Arber (1929-)        | prix Nobel de physiologie ou médecine |
| 1984  | Niels Kaj Jerne (1911-1994) | prix Nobel de physiologie ou médecine |
| 1988  | Maurice Allais (1911-2010)  | prix Nobel d'économie                 |
| 1990  | Vaughan Jones (1952-2020)   | médaille Fields                       |
| 1992  | Edmond H. Fischer (1920-)   | prix Nobel de physiologie ou médecine |
| 1994  | Martin Rodbell (1925-1998)  | prix Nobel de physiologie ou médecine |
| 2000  | Alan Jay Heeger (1936-)     | prix Nobel de chimie                  |
| 2001  | Kofi Annan (1938-2018)      | prix Nobel de la paix                 |
| 2010  | Stanislav Smirnov (1970-)   | médaille Fields                       |
| 2011  | Antoine Bailly (1944-)      | prix Vautrin-Lud (géographie)         |
| 2014  | Martin Hairer (1975-)       | médaille Fields                       |
| 2017  | Jacques Dubochet (1942-)    | prix Nobel de chimie                  |
| 2019  | Michel Mayor (1942-)        | prix Nobel de physique                |
| 2019  | Didier Queloz (1966-)       | prix Nobel de physique                |
| 2022  | Hugo Duminil-Copin (1985-)  | médaille Fields                       |

### Enseignants
- Henri-Frédéric Amiel (1821-1881)
- Werner Arber (1929-)
- Bronisław Baczko (1923-2016)
- Jonathan Barnes (1942-)
- Roland Barthes (1915-1980)
- Samuel Baud-Bovy (1906-1986)
- Jean François Billeter (1939-)
- Yves Bonnefoy (1923-2016)
- Raymond Boudon (1934-2013)
- Jacques Bouveresse (1940-2021)
- Bertrand Bouvier (1929-)
- François Bovon (1938-2013)
- Michel Butor (1926-2016)
- Mireille Cifali (1946-)
- Édouard Claparède (1873-1940)
- Georges Cottier (1922-2016)
- Waldemar Deonna (1880-1959)
- Florens Deuchler (1931-2018)
- Roger Dragonetti (1915-2000)
- Denis Duboule (1955-)
- Pascal Engel (1954-)
- Georges Favon (1843-1902)
- Øystein Fischer (1942-2013)
- Théodore Flournoy (1854-1920)
- Bernard Gagnebin (1915-1998)
- Nicolas Gisin (1952-)
- Marcel Golay (1927-)
- Paul Guichonnet (1920-)
- André Haefliger (1929-2023)
- Ernst Hairer (1949-)
- Jeanne Hersch (1910-2000)
- Bärbel Inhelder (1913-1997)
- Albert Jacquard (1925-2013)
- Michel Jeanneret (1940-2019)
- Hans Kelsen (1881-1973)
- Michel Kervaire (1927-2007)
- Jan-Erik Lane (1946-)
- André Langaney (1942-)
- Alain de Libera (1948-)
- Giorgio Malinverni (1941-)
- Michel Mayor (1942-)
- Charles Maystre (1907-1993)
- Charles Méla (1942-)
- Hans Morgenthau (1904-1980)
- Henri Morier (1910-2004)
- Boris Mouravieff (1890-1966)
- Kevin Mulligan (1951-)
- Robert Mundell (1932-)
- Georges Nivat (1935-)
- Joseph Nye (1937-)
- Douglass North (1920-)
- Xavier Oberson (1961-)
- Carlo Ossola (1946-)
- Élisabeth Parmentier (1961-)
- Henry Peter (1957-)
- Jean Piaget (1896-1980)
- Jean Pictet (1914-2002)
- Marcel Raymond (1897-1981)
- Ivo Rens (1933-)
- André Reszler (1933-)
- Olivier Reverdin (1913-2000)
- André Rey (1906-1965)
- Gonzague de Reynold (1880-1970)
- Georges de Rham (1903-1990)
- Pellegrino Rossi (1787-1848)
- Jean Rousset (1910-2002)
- Denis de Rougemont (1906-1985)
- Ferdinand de Saussure (1857-1913)
- Joseph Juste Scaliger (1540-1609)
- Moritz Schiff (1823-1896)
- Klaus Schwab (1938-)
- Dusan Sidjanski (1926-)
- Jean Starobinski (1920-2019)
- George Steiner (1929-2020)
- Ernst Stueckelberg (1905-1984)
- Peter Tschopp (1940-2009)
- Carl Vogt (1817-1895)
- François Walter (1950-)
- Gerhard Wanner (1942-)
- Éric Werner (1940-)
- Chaim Weizmann (1874-1952)
- Uli Windisch (1946-)
- Jean Ziegler (1934-)

### Étudiants
- Elena Aprile
- Magdalena Avietėnaitė
- José Manuel Barroso (IUEE)
- Astrid de Belgique (IUEE)
- Joséphine-Charlotte de Belgique
- Aurora Bertrana
- Manolo Blahnik
- Ricardo Bofill
- Emilio Bossi (it)
- Nicolas Bouvier
- Françoise Buffat (IUEE)
- Alexandra Calmy
- Micheline Calmy-Rey (HEI)
- Antoine Carteret
- Róbert Cey-Bert
- Corinne Chaponnière
- André Chavanne
- Henry Chrouet
- Albert Cohen
- Pierre Dansereau
- Marius Diserens
- Ruth Dreifuss
- Denis Duboule
- Paul Dubrule
- Anne Emery-Torracinta
- Georges Favon
- Ian Fleming
- Hélène Gautier-Pictet
- Albert Gallatin
- Lucien Girardier
- Claude Goretta
- Christian Grobet
- Martin Hairer
- Jean Hoerni
- Afet İnan
- François d'Ivernois (1757-1842)[114].
- Sandra Kalniete (HEI)
- Sophie Kanza
- Alexis Keller
- Zygmunt Krasiński
- Nora de Liechtenstein (HEI)
- Jean-Georges Lossier
- Henri Ier de Luxembourg (HEI)
- Jan Marejko
- Gilles Marchand
- Frank Martin
- María Teresa Mestre
- Enrique Moles
- Alain Morisod
- Serge Moscovici
- Ehsan Naraghi
- Claude Nicollier
- Georges Oltramare
- Pericle Patocchi
- Gilles Petitpierre
- Jean Pictet
- Emma Pieczynska-Reichenbach
- Claude Piron (ETI)
- Hans-Gert Pöttering
- Hani Ramadan
- Tariq Ramadan
- Charles Rittmeyer (Théologie)
- Guy Roberty
- Darius Rochebin
- Nasser Al-Sabah
- Marie-Gabrielle de Savoie (ETI)
- Emmanuel-Philibert de Savoie
- Archana Sharma
- Hartley Shawcross
- Riadh Sidaoui
- Dusan Sidjanski
- Marco Solari
- Alain Tanner
- Manuel Tornare
- Claude Torracinta
- Stefania Wilczyńska
- Jürgen Wöhler
- Gérard Zinsstag

Fictifs
- James Bond

### Liste des recteurs
Le premier recteur est Théodore de Bèze, dès 1559 ; Recteurs depuis 1800. :
- [1800-1817] Henri Boissier
- [1873]  Ed. Humbert
- [1873-1876] Carl Vogt
- [1876]  Alex-J. Martin
- [1879]  Marc Monnier
- [1881]  L. Soret
- [1883]  G. Julliard
- [1885]  Alex-J. Martin
- [1887]  C. Graebe
- [1889]  P. Vauche
- [1891]  A. Chantre
- [1892]  G. Juliard
- [1894]  Alfred Martin
- [1896] Jean-Jacques Gourd
- [1898]  L. Soret
- [1900]  E. Martin
- [1902]  Adolphe d'Espine
- [1904]  Alfred Martin
- [1906]  Bernard Bouvier
- [1908]  Robert Chodat
- [1910]  Edouard Montet
- [1912]  Albert Mayor
- [1914]  Louis Rehfous
- [1916]  Francis de Crue
- [1918]  Raoul Gautier
- [1920]  Georges Fulliquet
- [1922]  Rodolphe Weber
- [1924]  Georges Werner
- [1926] William Rappard
- [1928]  Charles Werner
- [1930]  Henri Fehr
- [1932]  Maurice Roch
- [1934]  Albert Richard
- [1936] William Rappard
- [1938]  Victor Martin
- [1940] Eugène Pittard
- [1942]  Eugène Bujard
- [1944]  Antony Babel
- [1946]  Paul-Edmond Martin
- [1948]  Georges Tiercy
- [1950]  Eugène Bujard
- [1952]  Antony Babel
- [1954]  Henri de Ziegler
- [1956]  Paul-E. Wenger
- [1958]  Jaques Courvoisier
- [1960]  Éric Martin
- [1962]  Jean Graven
- [1964]  Claudius Terrier
- [1966]  Denis van Berchem
- [1969]  Martin Peter
- [1972]  Charles Rouiller
- [1973]  Ernst Heer
- [1977]  Jean Posternak
- [1977-1983]  Justin Thorens
- [1983]  Marcel Guenin
- [1987]  Jean-Claude Favez
- [1991]  Luc Weber
- [1995]  Bernard Fulpius
- [1999]  Maurice Bourquin
- [2003] André Hurst
- [2006]  Jacques Weber (ad interim)
- [2007]  Jean-Dominique Vassalli
- [2015]  Yves Flückiger
- [2024- (en cours)] Audrey Leuba